# Штольпе-ан-дер-Пене
Штольпе-ан-дер-Пене (нім. Stolpe an der Peene; пол. Słup; лат. Stolpe) — громада в Німеччині, розташована в землі Мекленбург-Передня Померанія. Входить до складу району Передня Померанія-Грайфсвальд. Складова частина об'єднання громад Анклам-Ланд.
Площа — 17,67 км2. Населення становить 275 ос. (станом на 31 грудня 2020).
Комуна поділяється на 4 сільські округи.

## Історія
Штольпе на річці Пене згадано вперше письмово в 1136 році. Назва його походить від слов'янського кореня мови племен вендів, що означає «стовп» в архітектурній конструкції або тримач для рибальської сітки. Ратібор I князь Померанії у даному регіоні в 1153 р. заснував абатство бенедиктинців. Це був перший монастир у Померанії. У Штольпе було засновано абатство «Пфорта» у 1305 р., засновано два монастирі цистерціанців в районі Балтійського узбережжя. Згодом землею Штольпе володів замок «Ауерозе» (нім. Schloss Auerose). Цистерціанці з часом втратити свої землі у Штольпе під-час протестантської Реформації в 1535 році, споруда абатства була зруйнована в 1637 р. під час Тридцятирічної війни.
Після Вестфальського миру в 1648 р. весь регіон зі Штольпе перейшов у власність шведської корони, і з владою на землі Священної Римської імперії король Швеції титулувався як герцог Померанії. У 1720 році Штольпе входили до складу Царства Пруссії, розташовані була на його кордоні.
Володарями Штольпе були Поморські землевласники Бюлови, Мальтцани. Згодом — були націоналізовані в 1945 р..

## Галерея

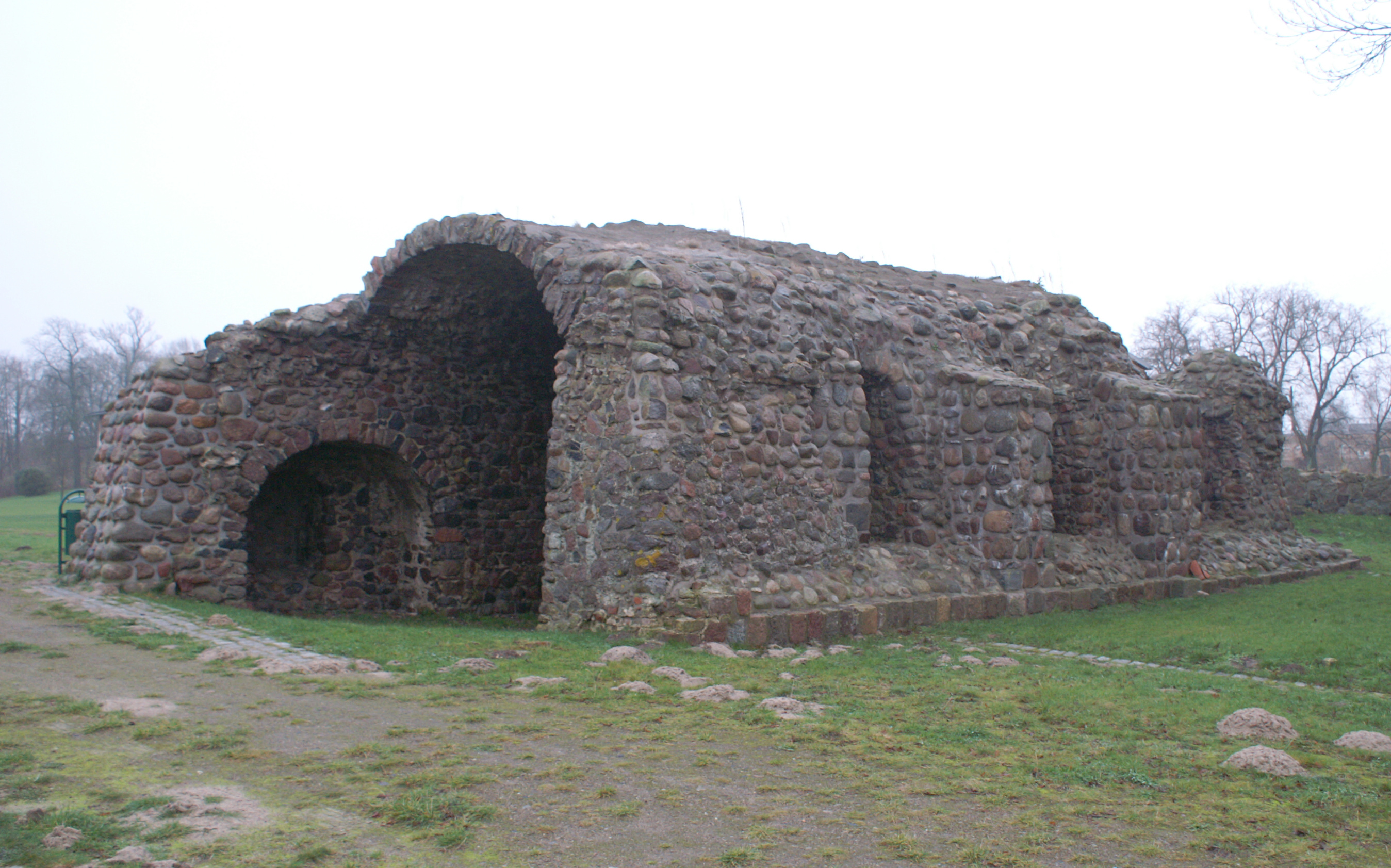
залишки старовинного абатства, заснованого 1153 р. Богуславом I у Штольпах (на честь свого батька Вартіслава I)
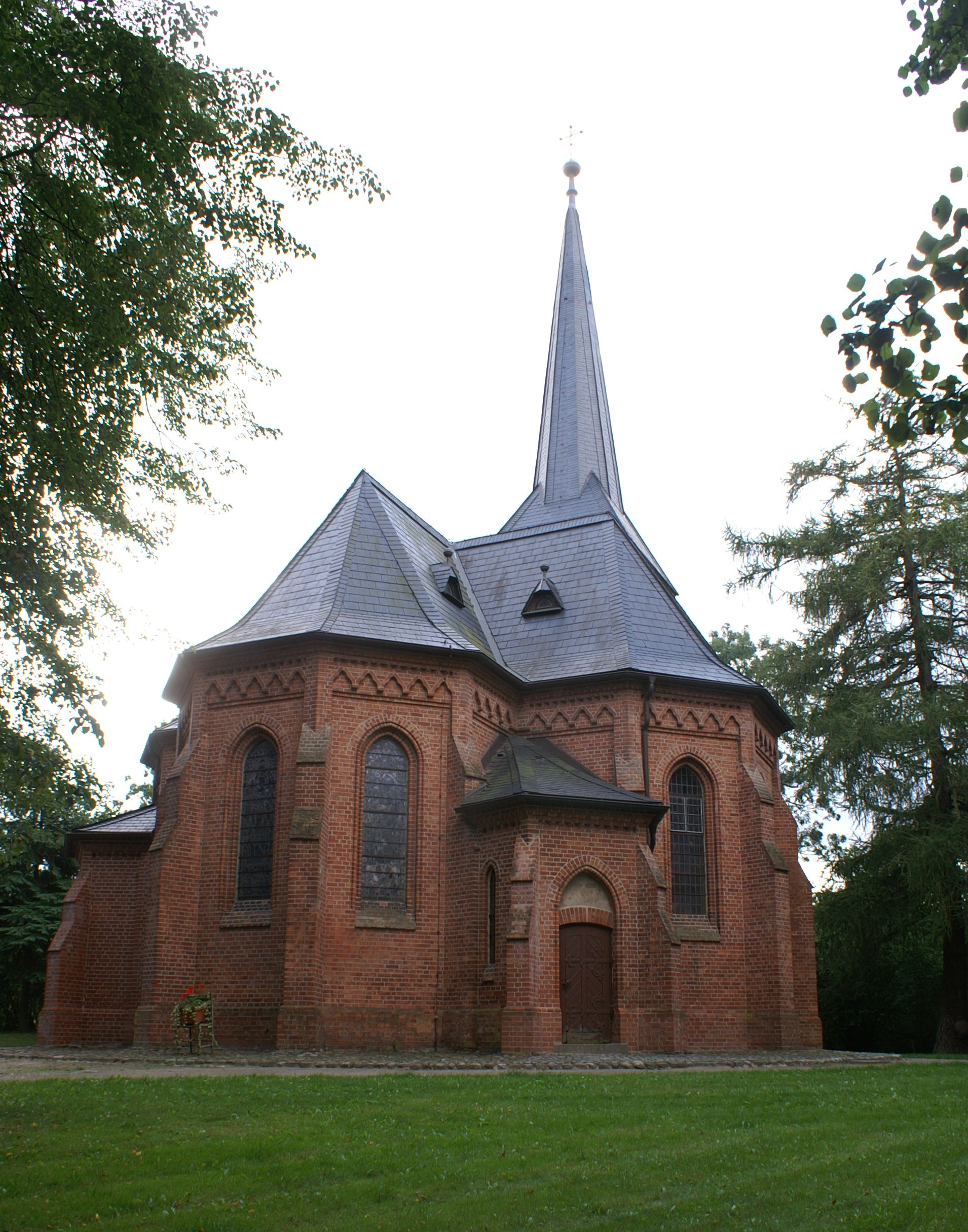
заснована 1153 р. Богуславом I «церква Вартіслава I» в Штольпе